# Willi Schultz (Fußballspieler)
Willi Schultz ist ein ehemaliger deutscher Fußballspieler, der für den FC Bayern München aktiv war.

## Karriere
Schultz gehörte von 1949 bis 1955 als Stürmer dem FC Bayern München an. In den ersten drei Spielzeiten bestritt er zunächst zehn Freundschaftsspiele, bevor er am 25. Januar 1953 (19. Spieltag) beim 4:1-Sieg im Auswärtsspiel gegen den 1. FC Nürnberg sein Debüt in der seinerzeit höchsten deutschen Spielklasse gab und mit dem Treffer zum 3:0 in der 66. und zum 4:0 in der 86. Minute seine ersten beiden von vier Toren in zehn Punktspielen erzielte. Zudem kam er ab 1952 zweimal im Wettbewerb um den Süddeutschen Pokal zum Einsatz, wie auch in 12 Freundschaftsspielen, in denen ihm neun Tore gelangen. In der Saison 1953/54 erzielte er fünf Tore in 16 Punkt- und drei in 15 Freundschaftsspielen. In seiner letzten Saison blieb er in 13 Punktspielen ohne Torerfolg, nicht aber in den zehn Freundschaftsspielen, in denen er zwei Tore erzielte.